# Stazione di Spinazzola
Stazione di Spinazzola vasútállomás Olaszországban, Puglia régióban, Spinazzola településen.

## Vasútvonalak
Az állomást az alábbi vasútvonalak érintik:
- Rocchetta Sant'Antonio-Gioia del Colle-vasútvonal
- Spinazzola-Spinazzola Città-vasútvonal
- Barletta–Spinazzola-vasútvonal

## Kapcsolódó állomások
A vasútállomáshoz az alábbi állomások vannak a legközelebb: 
- Stazione di Poggiorsini
- Stazione di Palazzo San Gervasio-Montemilone
- Stazione di Minervino Murge
- Spinazzola Città railway halt